# Parácuaro (Guanajuato)
Parácuaro es una comunidad localizada en el estado mexicano de Guanajuato y en el municipio de Acámbaro.
La palabra proviene del purhépecha "Parácuaro" que significa Lugar de palos secos donde se posan las aves. Sus primeros habitantes eran vaqueros al servicio de los hacendados establecidos en Acámbaro, de una gran tradición agrícola y ganadera. Este poblado es muy conocido en la región por sus fiestas patronales, particularmente la fiesta en honor a nuestro Padre Jesús de las Tres Caídas, que tiene lugar anualmente el sábado anterior al Miércoles de Ceniza.

## Historia
El poblado de Parácuaro, Gto tiene sus orígenes en épocas prehispánicas. La existencia del manantial de agua, conocido como "ojo de agua", representó una fuente segura de abasto de agua para los grupos de índígenas chichimecas asentados en las serranías, quienes se desplazaban hacia la zona en el periodo de sequía.
Con la llegada de los conquistadores europeos y derivado de la fundación de Acámbaro, se establecieron varias poblaciones con el fin de efectuar la explotación de recursos. El valle de Acámbaro fue repartido entre las familias de hacendados, al mismo tiempo que grupos de indígenas otomies fueron traídos, desplazando a los indígenas chichimecas a las serranías. El área en las faldas del cerro de Parácuaro resultó muy atractivo para la crianza de ganado por la presencia del manantial. Al mismo tiempo la producción de madera de mezquite, particularmente abundante en aquella época, fue promovida para obtener espacios para la agricultura y la ganadería.
Un pueblo originalmente llamado "Paraquaro" fue fundado en ese lugar alrededor del año 1550, poco después de la fundación de Acámbaro. Los primeros habitantes fueron vaqueros encargados del ganado, junto con familias de indígenas cristianizados, quienes estaban al servicio de los hacendados. Para el año 1580 el poblado aparece en el "mapa de la villa de Nuestra Señora de la Concepción de Salaya y los pueblos de Acanbaro y Yurirapundaro". Con la construcción de una capilla de piedra a cargo de Fray Pedro Narciso de la Cruz en 1684, de la cual aún se preserva la torre, se consolidó el pueblo y la conversión de los habitantes indígenas locales.
De acuerdo con la tradición local, el pueblo fue atacado por grupos de indígenas quienes no aceptaban el sometimiento a las nuevas leyes de los criollos y europeos. Los levantamientos fueron el resultado de conflictos sobre la propiedad de la tierra y sus recursos, como pudo haber sido el manantial existente en la población. Un conflicto mayor entre los habitantes de la población y grupos de indígenas rebeldes de los alrededores quedó grabado en la memoria colectiva, donde los encargados de la capilla fueron obligados a escapar del pueblo y salvar de la destrucción a la escultura del Padre Jesus y al sagrado cáliz, escondiéndolos siguiendo el camino de Valladolid a Querétaro, que cruzaba en aquella época el poblado y conformado actualmente por las calles Morelos, Dr. Sámano y Corregidora. La escultura fue escondida a unas mil varas de la capilla en algún lugar siguiendo el camino a hacia Valladolid, el cáliz igualmente a unas mil varas de la capilla, pero siguiendo el camino hacia Querétaro. Tiempo después en 1834, la escultura fue encontrada en las cercanías del manantial, dando origen a la tradición religiosa que caracteriza a la población. Del cáliz no se tiene conocimiento hasta la fecha.
Por las mismas épocas del descublimiento tuvo lugar la construcción de un canal para el transporte de agua, lavaderos y un contenedor mayor, conocidos como "las pilas" y "la taza", respectivamente, cuya función fue la de transportar agua para el ganado, proveer de un espacio adecuado a la población para el lavado ropa manteniendo el manantial libre de materia fecal y suciedad, en condiciones adecuadas de potabilidad para el consumo por los habitantes.
En octubre de 1913 se inició la construcción de la iglesia principal del poblado. La primera piedra fue colocada el 21 de febrero de 1914. La construcción fue interrumpida por el inicio de la revolución. El templo fue concluido el 13 de mayo de 1925.

## Monumentos y lugares de interés
- Manantial "Ojo de Agua". Histórico manantial situado en el centro, que favoreció la conformación de la población, y ha marcado desde hace siglos la actividad de sus pobladores.

- Iglesia de Nuestro Padre Jesús de las Tres Caídas. Iglesia construida en 1908, es la iglesia principal de la comunidad, sobresaliente por el tamaño de la torre, una de las más altas en la región.

- "La Tasa y las Pilas". Canal y almacén de agua localizados en el centro del poblado, iniciaba en el manantial, con la construcción de la plaza, el jardín principal y la escuela preescolar la mayor parte de las pilas fueron destruidas alrededor de 1980.

- Capilla del Niño del Arenal. Capilla construida durante los años 70´s, consagrado en honor del Santo Niño del Arenal.

- Torre Vieja. Ubicada a unos 200 metros al noroeste de la iglesia principal, es lo que resta de la primera iglesia en la comunidad, construida alrededor del siglo XVII.

- Cuevas de Moreno. Conjunto de cuevas localizadas a 3 kilómetros al oriente del poblado, donde pueden apreciarse vestigios de la presencia humana desde tiempos remotos.

- Cerrito de la Santa Cruz.ubicado a 400 m a las espaldas de la iglesia de nuestro padre jesus se realiza su celebración el día 3 de mayo, así como ahí es el lugar donde se crucifica a jesus cada año para Semana Santa.

- Capilla de La Luz.Recinto arquitectónico que data desde 1922 localizada a 10 km al oriente del pueblo, donde se congregaron los primeros cristeros que fundaron el pueblo.

## Personajes célebres
- Rafael Jaime Mora (Chino Jaime). Músico, trompetista y compositor, nacido en esta localidad en el año de 1931, hijo de Francisco Jaime Cervantes. Formó parte de la orquesta de Dámaso Pérez Prado, y de las orquestas de Chucho Ferrer, Manuel Esperón en las décadas de los 50's y 60's. En honor a su carrera musical, desde el año de 2012 la casa de la Cultura de Acámbaro lleva su nombre.[5]

- Silvestre Guerrero. Licenciado y terrateniente, propietario de la antigua hacienda San Agustín Parácuaro, cuya extensión era de 850 hectáreas antes de la Reforma Agraria.

- Felipe García Noyola. Agricultor y líder agrario, iniciador del proceso de reparto de tierras que llevó a la conformación del ejido Parácuaro.